# Alan Clark
Pour les articles homonymes, voir Alan Clark (musicien) et Clark.
Pour les articles ayant des titres homophones, voir Alan Clarke et Allan Clarke (homonymie).
Alan Kenneth McKenzie Clark, dit Alan Clark, né le 13 avril 1928 et mort le 5 septembre 1999, est un historien, diariste et homme politique britannique. Connu pour son engagement en faveur des animaux (il est végétarien), son humour acerbe, sa vie sexuelle aventureuse et son refus du politiquement correct, il est le membre du Parti conservateur « le mieux connu et le plus aisément reconnaissable des années 1990, après Margaret Thatcher et John Major ».
The Independent le décrit comme éloquent, cultivé, insolent, au comportement « langoureux et cavalier », usant « de manière ostentatoire » de son accent « des vieilles classes supérieures ». Le New York Times voit en lui « l'un des députés les plus charmants et les plus flamboyants » du Parlement britannique, ainsi que l'archétype d'un « conservateur de la vieille école ».

## Jeunesse

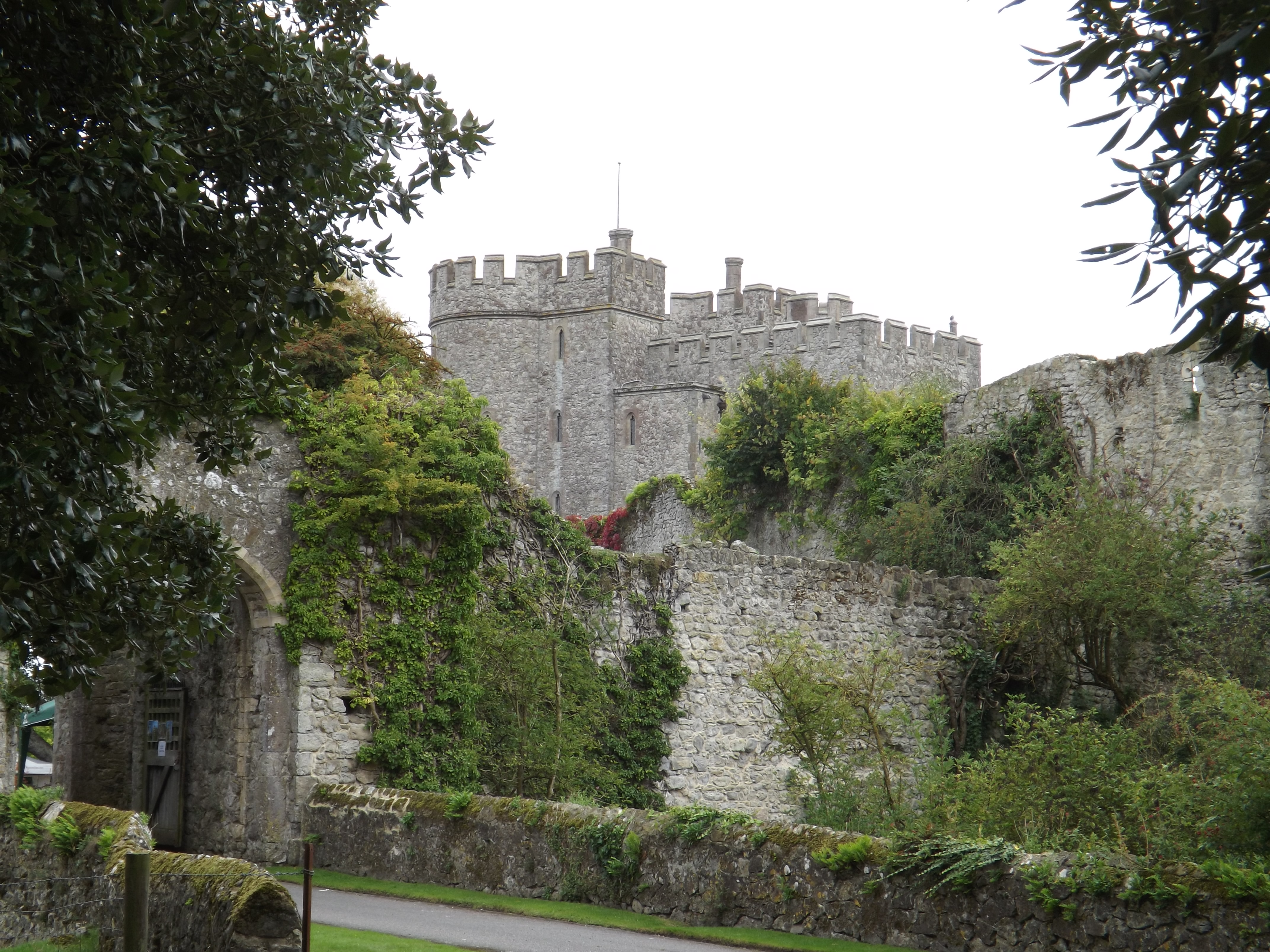
Le château de Saltwood, demeure de la famille Clark.

Il est le fils de Sir Kenneth Clark, historien de l'art et auteur de la renommée série télévisée Civilisation, dont les ancêtres au XIXe siècle avaient fait fortune dans le commerce du coton. Éduqué au prestigieux et élitiste collège d'Eton, Alan Clark étudie ensuite l'histoire puis le droit au collège Christ Church de l'université d'Oxford. Il se montrera par la suite très critique envers Eton, dénonçant la cruauté de ses pratiques, la malhonnetêté et la servilité qu'elle encourageait selon lui chez les élèves. Il s'engage brièvement dans la Household Cavalry de l'armée de terre, puis est auxiliaire à la Royal Air Force de 1952 à 1954, avant d'être appelé au barreau an 1955. Il ne travaillera jamais comme avocat, préférant se former en autodidactique comme historien des faits militaires. En 1958, à l'âge de 30 ans, il épouse Jane, âgée alors de 16 ans,. Il héritera de son père du château de Saltwood dans le Kent, datant du XIVe siècle et acheté dans les années 1930, où il passera le restant de sa vie.

## Historien
Son premier livre, The Donkeys (1961), demeure l'un de ses plus connus. Rédigé avec les conseils et l'appui de l'historien Basil Henry Liddell Hart, c'est une histoire du Corps expéditionnaire britannique durant la Première Guerre mondiale, critiquant Douglas Haig et d'autres officiers supérieurs pour avoir sacrifié vainement leurs hommes, et prenant parti pour ces derniers. L'ouvrage provoque la colère d'autres historiens militaires, qui en contestent la véracité et la rigueur, mais inspire Joan Littlewood, qui en 1963 l'adapte en comédie musicale satirique et antimilitariste intitulée Ah Dieu ! que la guerre est jolie. Son ouvrage The Fall of Crete (1963) porte sur la bataille de Crète de 1941. En 1965 il publie Barbarossa, étude de la guerre sur le Front de l'Est durant la Seconde Guerre mondiale. Il y exprime son admiration pour le caractère national des Russes et leur héroïsme durant la guerre. Aces High, en 1973, relate la guerre aérienne au-dessus du Front de l'Ouest durant la Première Guerre mondiale. À la fin de sa vie, en 1998, il publie The Tories: Conservatives and the Nation State 1922-97, arguant que les Britanniques sont un grand peuple, mal gouverné durant le XXe siècle. Le livre est perçu toutefois comme ayant été « rédigé à la hâte » pour satisfaire sa maison d'édition.

## Carrière politique
Il est élu député conservateur de la circonscription de Plymouth Sutton (couvrant une partie de la ville de Plymouth) à la Chambre des communes lors des élections législatives de février 1974. De 1986 à 1989 il est ministre du Commerce extérieur dans le gouvernement de Margaret Thatcher. Accusé par la suite d'avoir, à ce poste, facilité l'exportation illicite d'outils militaires vers l'Irak de Saddam Hussein, il l'admettra à demi-mot mais ne sera jamais condamné. De 1989 à 1992, sous Margaret Thatcher puis John Major, il est ministre chargé de l'approvisionnement au ministère de la Défense. Il n'est jamais fait membre du Cabinet.
Il ne se représente pas aux élections de 1992, et publie en 1993 le premier volume de ses Diaries, son journal intime couvrant sa carrière politique de 1983 à 1992. Le livre est populaire pour son étude de la chute politique de Margaret Thatcher, « la grande qualité de son écriture » mais aussi pour les révélations d'Alan Clark quant à ses propres aventures sexuelles extra-conjugales, et fait de lui une célébrité. Les second et troisième volumes sont publiés à titre posthume : le second en 2000, couvrant ses débuts en politique (1972-1982) ; le troisième en 2002, portant sur les six dernières années de sa vie et complété par sa veuve. En 2004, la British Broadcasting Corporation adapte ses Diaries en une mini-série télévisée de six épisodes, The Alan Clark Diaries, où il est incarné par John Hurt et son épouse Jane par Jenny Agutter.
En 1997, il décide de revenir en politique, et est élu député de Kensington et Chelsea. Il meurt en 1999 dans son château du Kent, à l'âge de 71 ans, trois mois après avoir été opéré pour une tumeur au cerveau. À sa requête, sa famille informe les médias qu'il se considère comme « parti rejoindre Tom et ses autres chiens » morts avant lui.

## Prises de position
Végétarien, il dénonce la cruauté des pratiques dans les abattoirs. Il tente sans succès de persuader Margaret Thatcher, dans les années 1980, de légiférer pour la protection animale. Dans les années 1990, il participe au lancement d'une campagne de boycott à l'encontre de la compagnie P&O Ferries, pour obtenir la fin de l'exportation d'animaux vivants vers des abattoirs étrangers,. En 1998, il participe à une manifestation devant la Chambre des communes en soutien à l'activiste Barry Horne, du Front de libération des animaux, qui mène une grève de la faim pour presser le gouvernement d'enquêter sur les conditions des expérimentations sur les animaux dans les laboratoires.
Par nationalisme teinté de romantisme et de nostalgie, il se montre à la fois hostile à la participation du Royaume-Uni à la Communauté économique européenne, puis à l'Union européenne, et à la « Relation spéciale » du Royaume-Uni avec les États-Unis, se méfiant de ces derniers et les qualifiant de « civilisation fondée sur les cigarettes Chesterfield et le Coca-Cola »,.

## Publications
- Bargains at Special Prices (1960).
- Summer Season (1961).
- The Donkeys: A History of the British Expeditionary Force in 1915 (1961).
- The Fall of Crete (1963).
- Barbarossa: The Russian-German Conflict, 1941-1945 (1965).
- The Lion Heart: A Tale of the War in Vietnam (1969).
- The Suicide of Empires (1971).
- Aces High: The War in the Air over the Western Front 1914-1918 (1973).
- Diaries (3 tomes, 1972–1999):
  - Volume 1 Diaries: In Power 1983–1992 (1993).
  - Volume 2 Diaries: Into Politics 1972–1982 (2000).
  - Volume 3 Diaries: The Last Diaries 1993–1999 (2002).
- The Tories: Conservatives and the Nation State 1922–1997 (1998).
- Backfire: A Passion for Cars and Motoring (2001).